# 김태원 (희극인)
김태원(1982년 11월 23일 ~ )은 대한민국의 희극인이다. '포스트 김준현'으로 주목받은 개그맨으로 닮은 꼴은 김정은인데 체격과 머리스타일이 김정은과 비슷해 주 역할이 김정은이다.

## 출연작품
- 2010년 1월 : KBS 개그콘서트
  - 〈박부장〉대리 역
  - 〈시청률의 제왕〉
  - 〈소극장배우들〉
  - 〈이기적인 특허소〉
  - 〈전국구〉이영자 역
  - 〈전설의 레전드〉
  - 〈참 좋은 시절〉
  - 〈최종병기 그녀〉감독 역
  - 〈큰세계〉김준현의 부하 역
  - 〈피곤한 가족〉
  - 〈핑크레이디〉
  - 〈10년 후〉
  - 〈렛잇비〉
  - 〈고집불통〉100세 할아버지 역
  - 〈라스트 헬스보이〉
  - 〈진지록〉호위무사 역
  - 〈넘사벽〉
  - 〈이럴 줄 알고〉
  - 〈영화는 영화다〉영화감독 역
  - 〈평양의 후예〉
  - 〈1대1〉킬로그램 역
  - 〈장스타 Ent〉발성 트레이너 짜파로티 역
  - 〈다시보기〉
  - 〈핵갈린 늬우스〉김정은 역
  - 〈돌아가〉
  - 〈아무말 대잔치〉
  - 〈세.젤.예 (세상에서 제일 예민한 사람)〉
  - 〈불상사〉사장 역
  - 〈잉? 터뷰〉진행자 역
  - 〈버스킹 어게인〉
  - 〈다있show〉
  - (트로트라마)
  - 〈국제유치원〉북한

- 2003년 ~ 2010년 《웃찾사》
- 2015년 MBC 미스터리 음악쇼 복면가왕 - 미소년 스노우맨
- 2021년 ~ IHQ 맛있는 녀셕들 - 고정
- 채널A 《이제 만나러 갑니다》 - 짭정은
- SBS 《먹찌빠》(2024년)

## 유행어
- 안하는게 낫겠다.(최종병기 그녀)
- 내가 ○○요.(시청률의 제왕)
- 이영자에요.(전국구)
- 뭐야? 이 oo한 돼지는?(큰세계)
- 그만들 좀 해! 오늘 내일 하면서 내가 100세 동안 산 줄 알아?(고집불통)
- oo해 죽겠네., 내꺼네?(고집불통)
- 가! 가! 잘가!(고집불통)
- 주동자는 저잣거리에서 ○○로 웃음을 줬다고 하옵니다(진지록)
- 얍!얍!얍!(1대1)
- 힙합해서 그래요(1대1)
- 박부장! (불상사)